# Anochilia flavipennis
Anochilia flavipennis är en skalbaggsart som beskrevs av Ernst Gustav Kraatz 1893. Anochilia flavipennis ingår i släktet Anochilia och familjen Cetoniidae. Inga underarter finns listade i Catalogue of Life.